# Nyctemera herklotsi
Nyctemera herklotsi är en fjärilsart som beskrevs av Arnold Pagenstecher 1901. Nyctemera herklotsi ingår i släktet Nyctemera och familjen björnspinnare. Inga underarter finns listade i Catalogue of Life.